# Cohen Gosschalkprijs
De Meester Johan Henri Gustave Cohen Gosschalk prijs, of kortweg Cohen Gosschalkprijs, is een Nederlandse kunstprijs die werd ingesteld in 1913.

## Geschiedenis
Mr. Johan Cohen Gosschalk (1873-1912) was jurist, graficus en kunstschilder. Na zijn overlijden werd door zijn moeder, de weduwe Christina Cohen-Gosschalk, een fonds gesticht, het Academiefonds ter herinnering aan meester Johan Henri Gustave Cohen Gosschalk, in leven kunstschilder. Uit de rente van het fonds diende jaarlijks de Mr. Johan Cohen Gosschalkprijs te worden toegekend aan een veelbelovend leerling van de schildersklas van de Amsterdamse Rijksacademie van beeldende kunsten. De jury werd gevormd door de academiedirecteur, de hoogleraar schilderkunst en een schilder van buiten de academie. Diverse malen werd besloten wegens het gering aantal deelnemers geen wedstrijd te houden. Volgens het reglement mocht het jaar erop de prijs dan aan twee personen worden uitgereikt.

## Prijswinnaars
- 1916: Peter Martinus Dillen
- 1917: B. Boas
- 1918: Henri Jonas
- 1919: Cees Bolding
- 1920: Cornelis Koning
- 1921: Gerard Huijsser
- 1922: Wim Hofker
- 1923: Charles Sayers
- 1924: Toon Lüske
- 1925: Moos Cohen
- 1926: Han van der Kop
- 1927: Cees Timmering
- 1928: Piet Landkroon
- 1929: Ro Mogendorff
- 1930: A. Deetman
- 1931: H.A. Hampe
- 1932: Bert Brante
- 1933: Cor Reisma
- 1934: Kurt Sluizer
- 1935: E. van Gulick

- 1936: Cor Heeck
- 1937: F.C. Rogaar
- 1938: Cor Hund
- 1939: Jan van der Veer
- 1940 t/m 1943: geen wedstrijd
- 1944: A. Veldhoen en Anton Voorzanger
- 1945: geen wedstrijd
- 1946: Jentsje Popma en Jan Albert Engelchor
- 1947: geen wedstrijd
- 1948: Ko Sarneel
- 1949: geen wedstrijd
- 1950: Ad Dekkers, Hans van der Bom en Justus Halbertsma
- 1951: geen wedstrijd
- 1952: Ad Dekkers en Justus Halbertsma
- 1953: geen wedstrijd
- 1954: J.F.A. Henkus en Isa van der Zee
- 1955: geen wedstrijd
- 1956: geen wedstrijd
- 1957: Emmy Eerdmans en Marja Asbeek Brusse